# Trittame augusteyni
Trittame augusteyni is een spinnensoort uit de familie Barychelidae. De soort komt voor in Queensland.